# Steuerlehre
Steuerlehre bezeichnet die wirtschaftswissenschaftliche Betrachtung von Steuern und ihrer Auswirkungen. Dies umfasst u. a. die optimale Höhe von Steuern sowie die Art der Besteuerung (durch Mengen-, Wert- oder Pauschalsteuer) und auch ihre Auswirkungen, insbesondere Steuerumgehungen wie Butterfahrten oder Ausweichreaktionen wie den Kauf nicht besteuerter Artikel.
Als Vater der deutschen Steuerlehre gilt Kaspar Klock, welcher in lateinischer Sprache die deutsche Steuerlehre begründete.
Zur Wissenschaftsdisziplin Steuerlehre werden die Betriebswirtschaftliche Steuerlehre, die Steuerrechtswissenschaft und die finanzwissenschaftliche Steuerlehre gezählt. Die Betriebswirtschaftliche Steuerlehre hat sich im Rahmen der Steuerlehre als jüngste Disziplin herausgebildet.